# Kotyelnyikovói járás

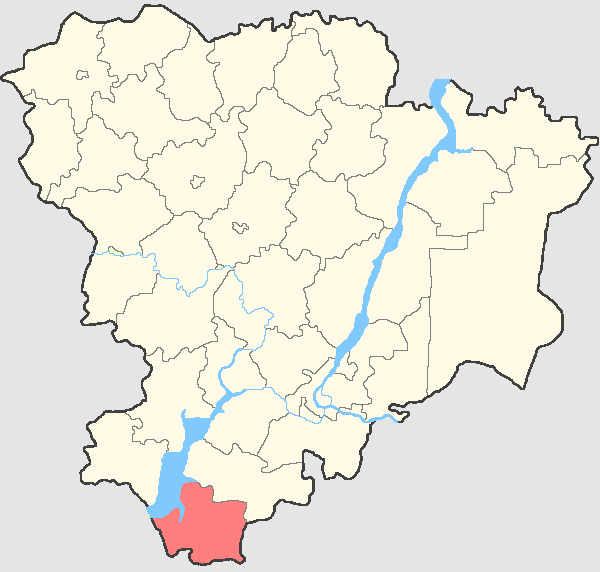
A Kotyelnyikovói járás a Volgográdi területen

A Kotyelnyikovói járás (oroszul Котельниковский муниципальный район) Oroszország egyik járása a Volgográdi területen. Székhelye Kotyelnyikovo.

## Népesség
- 1989-ben 38 660 lakosa volt.
- 2002-ben 36 856 lakosa volt.
- 2010-ben 37 584 lakosa volt, melyből 31 673 orosz, 876 ukrán, 796 csecsen, 608 török, 583 dargin, 283 tatár, 199 örmény, 153 azeri, 152 fehérorosz, 144 kalmük, 141 moldáv, 126 üzbég, 100 mari, 100 udmurt, 80 kazah, 51 kurd, 50 csuvas, 43 német, 37 koreai, 32 cigány, 32 lezg, 26 avar, 25 ingus, 23 baskír, 23 grúz, 20 tabaszaran, 19 mordvin, 14 lengyel, 13 agul, 13 oszét stb.